# Genda Minoru

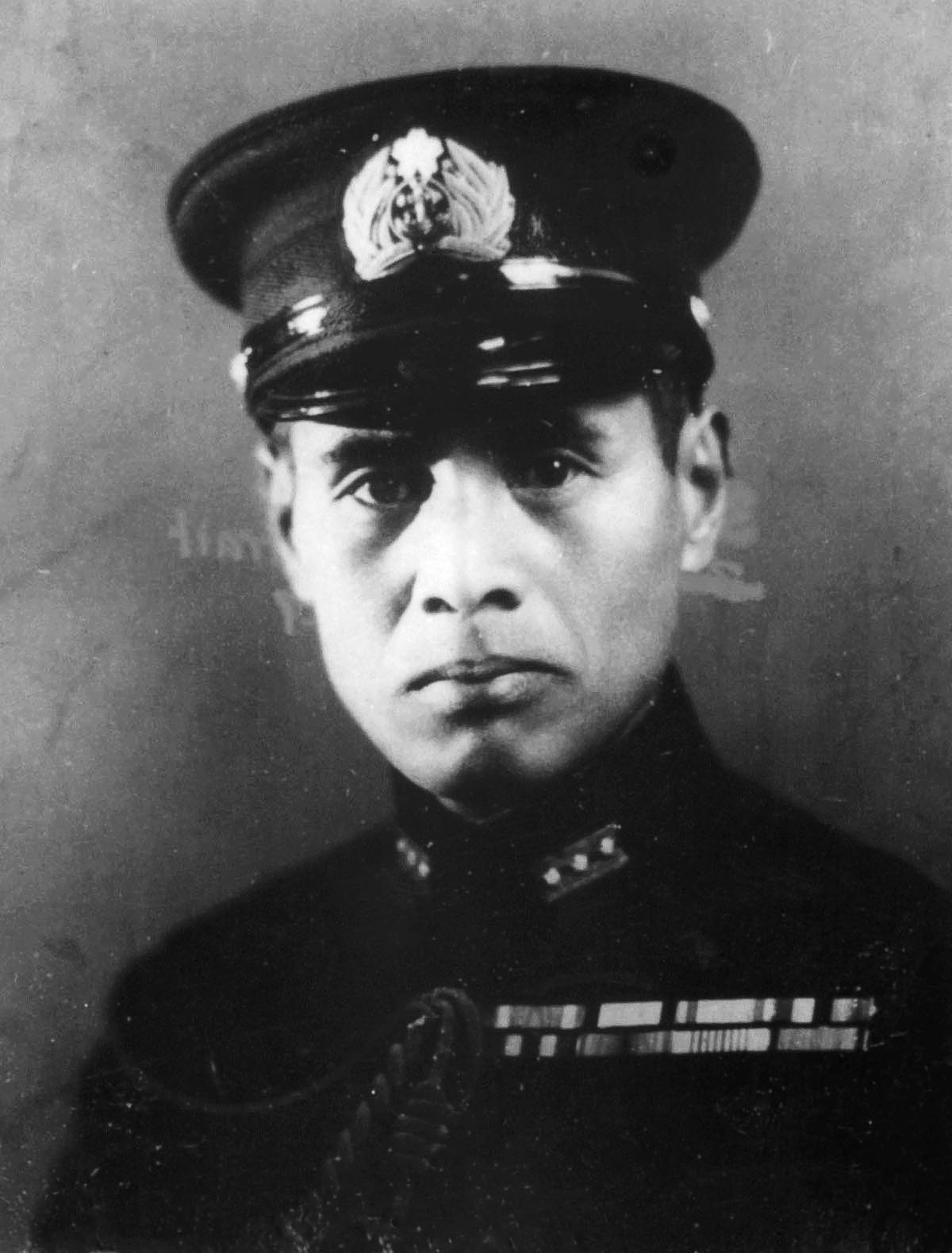
Genda Minoru

Genda Minoru (Japanisch 源田 實; * 16. August 1904 in der Präfektur Hiroshima; † 15. August 1989 in Tokio) war ein japanischer Luftwaffengeneral und Politiker.

## Leben
Genda wurde am 16. August 1904 in der Präfektur Hiroshima geboren und schloss 1924 die Marineakademie ab. Nach Seeverwendungen durchlief er von 1928 bis November 1929 in Kasumigaura seine Flugausbildung. Im Anschluss war er auf den Trägern Ryūjō und Akagi als Pilot in der Japanischen Marineluftwaffe eingesetzt, bevor er im November 1934 Flugausbilder für Jagdpiloten in Yokosuka wurde. Hier erlangte er nationale Bekanntheit als Leiter einer Flugakrobatenstaffel. Nach dem Besuch der Marinestabsakademie wurde Genda an die Front in China versetzt, wo er Kampferfahrung sammelte.
Von 1938 bis 1940 fand er als Marineattaché in London Verwendung.
Genda entwickelte im Vorfeld des Krieges neue Gedanken zu künftigen Trägerschlachten. So war er ein Verfechter der Bündelung aller Träger in einer Gruppe, um ihre Kampfkraft zu erhöhen. Auch sollten die Jagdflieger die Bomber auf ihrem Angriff eskortieren und nicht wie bisher nur zum Schutz der Träger verwendet werden. Außerdem war Genda der Meinung, Japan sollte den Bau von Schlachtschiffen aufgeben und sich auf Träger, U-Boote und Kreuzer konzentrieren, da in Zukunft Träger die Kämpfe entscheiden und Schlachtschiffe nur noch große Ziele sein würden.
Bei seiner Rückkehr nach Japan diente er im Stab der ersten Trägergruppe. Im Januar 1941 sandte Admiral Yamamoto Isoroku den Entwurf eines Plans für einen Angriff auf Pearl Harbor an Admiral Ōnishi Takijirō und beauftragte ihn, diesen durchzusehen und auf Machbarkeit zu prüfen. Onishi wiederum wandte sich an Genda, um die Meinung eines Piloten einzuholen. Ende Februar 1941 übergab Genda einen Neun-Punkte-Plan an Onishi, der auch eine Landung auf Oʻahu vorsah. Auch wenn dies später nicht umgesetzt wurde, basierte doch der umgesetzte Angriffsplan größtenteils auf Gendas Entwurf.
Ab April 1941 war er Flugoffizier der Ersten Luftflotte. Diese bündelte alle japanischen Träger gemäß Gendas Ideen. Während des Pazifikkriegs diente er auf Flugzeugträgern an verschiedenen Kampfschauplätzen. Ende 1944 wurde er zum Kapitän zur See befördert und im Admiralstab der Marine verwendet. 1945 wurde er Befehlshaber der 343. Kōkūtai, einer Eliteeinheit, die mit der Luftverteidigung der japanischen Hauptinseln betraut war. Diesen Posten hatte Genda bis zum Ende des Kriegs inne.
Nach Kriegsende versuchte er sich als Geschäftsmann, trat aber 1955 als General in die neu gegründeten Luftselbstverteidigungsstreitkräfte ein. Von 1959 bis 1962 war er Stabschef der Luftselbstverteidigungsstreitkräfte. Dann verließ er die Armee und wurde noch im gleichen Jahr als Abgeordneter der Liberaldemokratischen Partei mit 732.896,2 Stimmen (Platz 5) im landesweiten Wahlkreis ins Oberhaus des japanischen Parlaments gewählt, dem er bis 1986 angehörte.
Minoru Genda starb am 15. August 1989 in Tokio.